# Brieva de Cameros
Brieva de Cameros è un comune spagnolo di 76 abitanti situato nella comunità autonoma di La Rioja.